# Gas natural en Colombia

Area de cobertura de las empresas gasísticas:
Gases de La Guajira
Gases del Caribe
Surtigas
Empresas Públicas de Medellín
Vanti
Alcanos de Colombia
Gases de Occidente
Efigas
Llanogas
Gases de Oriente
Otras empresas

El gas natural en Colombia es una de las principales fuentes de energía que existe en el país, en Colombia existen diversas empresas públicas y privadas que se especializan en cada una de las cadenas del gas natural: explotación, distribución y comercialización.
Cuenta con una producción anual de alrededor de 12 610 millones de metros cúbicos durante el año 2023 Aunque Colombia ha tenido autosuficiencia del gas, se proyecta que sus yacimientos se están agotando, así que desde 2016 entró en operación la Regasificadora de Cartagena para importar gas desde Estados Unidos y Trinidad y Tobago. En 2025 empezó el proyecto para construir una regasificadora en el Pacífico que se espera entre en operación en 2026.
En 1948 comenzó la explotación de gas en el campo de Jobo Tablón (Sucre), y Chinú en 1956. Se construyen gasoductos en la costa Caribe en 1958. Pero como tal la industria del Gas Natural empieza en  en 1973 el campo Chuchupa y Ballenas (La Guajira). En 2007 fue fundado el Gasoducto Transcaribeño entre Venezuela y Colombia.

## Explotación del gas natural
Existen al rededor de 20 empresas que se dedican a la explotación de gas natural siendo la mayoría enfocadas en la explotación de petróleo, teniendo al gas natural como un subproducto. Las principales empresas explotadoras del gas son Ecopetrol, con el 77% de la producción y Canacol Energy con el 15%.
En Colombia existe diferentes yacimientos gasisticos de los cuales resaltan:

### Cusiana
Cusiana, en los departamento de Casanare y Meta; es el yacimiento gasístico más grande de Colombia en operación.

### Magdalena medio
Se encuentran diferentes yacimientos en los departamentos de Tolima, Huila y Santander.

### Lulo 1 y 2
En el departamentos de Córdoba existen diversos yacimientos gasísticos.

### Sirius
Es un yacimiento Off-Shore que se encuentra frente a las costas de La Guajira y Magdalena. Se encuentra en construcción. será operado por Ecopetrol y Petrobras. se espera que empiece su producción comercial en 2029.

## Distribución del gas natural
En Colombia la cobertura de gas en áreas urbanas se lleva a cabo por medio de gasoductos. TGI es la empresa con la red más amplia, cuenta con 4.033 kilómetros de gasoductos, seguido por Promigas con 3.289 kilómetros y ProGasur con 392 kilómetros. En las áreas rurales y pequeños municipios donde no llegan gasoductos aun se utiliza el sistema de distribución por medio de cilindros de gas que contienen Gas propano o Gas licuado del petróleo (GLP). por medio de Colgas y otras empresas regionales.

## Comercialización  del gas natural
Colombia cuenta con aproximadamente ocho millones de usuarios con un contrato de conexión a gas natural.
| Empresa                       | Clientes  | Área de influencia                                                                                 |
| ----------------------------- | --------- | -------------------------------------------------------------------------------------------------- |
| Vanti                         | 2.500.000 | Bogotá, Cundinamarca, Boyacá, Santander y Cesar                                                    |
| Empresas Públicas de Medellín | 1.400.000 | Antioquia                                                                                          |
| Gases de Occidente            | 1.300.000 | Valle del Cauca y norte del Cauca                                                                  |
| Gases del Caribe              | 1.190.000 | Atlántico, Magdalena y norte del Cesar                                                             |
| Alcanos de Colombia           | 1.050.000 | Huila, Tolima, Cauca, Occidente de Cundinamarca y las ciudades de Florencia, Pasto y Puerto Boyacá |
| Surtigas                      | 918.000   | Bolívar, Sucre, Córdoba y el norte de Antioquia                                                    |
| Efigas                        | 690.000   | Caldas, Risaralda y Quindío                                                                        |
| Llanogas                      | 250.000   | Meta y la ciudad de San José del Guaviare                                                          |
| Gases del Oriente             | 230.000   | Norte de Santander                                                                                 |
| Gases de La Guajira           | 145.000   | La Guajira                                                                                         |

## Posición a nivel continental en producción
| Países de América que producen gas natural en su territorio. | Países de América que producen gas natural en su territorio. | Países de América que producen gas natural en su territorio. | Países de América que producen gas natural en su territorio. | Países de América que producen gas natural en su territorio. | Países de América que producen gas natural en su territorio. | Países de América que producen gas natural en su territorio. |
| Puesto a Nivel Mundial                                       | Puesto en América                                            | Puesto en América Latina                                     | Países Productores de Gas Natural en América                 | Producción DIARIA de Gas Natural (en metros cúbicos)         | Producción ANUAL de Gas Natural (en metros cúbicos)          | Año                                                          |
| ------------------------------------------------------------ | ------------------------------------------------------------ | ------------------------------------------------------------ | ------------------------------------------------------------ | ------------------------------------------------------------ | ------------------------------------------------------------ | ------------------------------------------------------------ |
| 1° de 94°                                                    | 1°                                                           | Sin cambios                                                  | Estados Unidos                                               | 2,819,178,080                                                | 1,029,000,000,000                                            | 2022                                                         |
| 5° de 94°                                                    | 2°                                                           | Sin cambios                                                  | Canadá                                                       | 515,068,493                                                  | 188,000,000,000                                              | 2022                                                         |
| 17° de 94°                                                   | 3°                                                           | 1°                                                           | Argentina                                                    | 117,808,219                                                  | 43,000,000,000                                               | 2022                                                         |
| 24° de 94°                                                   | 4°                                                           | 2°                                                           | México                                                       | 84,931,506                                                   | 31,000,000,000                                               | 2022                                                         |
| 27° de 94°                                                   | 5°                                                           | Sin cambios                                                  | Trinidad y Tobago                                            | 73,972,602                                                   | 27,000,000,000                                               | 2022                                                         |
| 29° de 94°                                                   | 6°                                                           | 3°                                                           | Brasil                                                       | 63,013,698                                                   | 23,000,000,000                                               | 2022                                                         |
| 35° de 94°                                                   | 7°                                                           | 4°                                                           | Venezuela                                                    | 49,315,068                                                   | 18,000,000,000                                               | 2022                                                         |
| 37° de 94°                                                   | 8°                                                           | 5°                                                           | Bolivia                                                      | 38,356,164                                                   | 14,000,000,000                                               | 2022                                                         |
| 39° de 94°                                                   | 9°                                                           | 6°                                                           | Perú                                                         | 32,876,712                                                   | 12,000,000,000                                               | 2022                                                         |
| 41° de 94°                                                   | 10°                                                          | 7°                                                           | Colombia                                                     | 30,136,986                                                   | 11,000,000,000                                               | 2022                                                         |
| 65° de 94°                                                   | 11°                                                          | 8°                                                           | Chile                                                        | 3,287,671                                                    | 1,200,000,000                                                | 2022                                                         |
| 67° de 94°                                                   | 12°                                                          | 9°                                                           | Cuba                                                         | 1,917,808                                                    | 700,000,000                                                  | 2022                                                         |
| 73° de 94°                                                   | 13°                                                          | 10°                                                          | Ecuador                                                      | 821,917                                                      | 300,000,000                                                  | 2022                                                         |

### Posición a nivel continental en producción per cápita
Si se divide la producción anual de gas natural de cada país por la cantidad de habitantes de cada nación, se demuestra que Bolivia se convierte en el primer país con el per Cápita más alto de toda América Latina en cuanto a la producción gasífera se refiere con alrededor de unos 1601 metros cúbicos producidos por cada habitante y en el cuarto lugar en América. 
| 1°  | Trinidad y Tobago | 27,000,000,000    | 1.407.000   | 19189 m³ por habitante |
| 2°  | Canadá            | 188,000,000,000   | 38.939.056  | 4828 m³ por habitante  |
| 3°  | Estados Unidos    | 1,029,000,000,000 | 333.530.000 | 3085 m³ por habitante  |
| 4°  | Bolivia           | 14,000,000,000    | 12.079.472  | 1158 m³ por habitante  |
| 5°  | Argentina         | 43,000,000,000    | 45.808.747  | 938 m³ por habitante   |
| 6°  | Venezuela         | 18,000,000,000    | 27.199.867  | 661 m³ por habitante   |
| 7°  | Perú              | 12,000,000,000    | 33.715.471  | 355 m³ por habitante   |
| 8°  | México            | 31,000,000,000    | 126.705.138 | 244 m³ por habitante   |
| 9°  | Colombia          | 11,000,000,000    | 51.609.000  | 213 m³ por habitante   |
| 10° | Brasil            | 23,000,000,000    | 203.063.000 | 113 m³ por habitante   |
| 11° | Cuba              | 700,000,000       | 11.256.372  | 62 m³ por habitante    |
| 12° | Chile             | 1,200,000,000     | 19.493.184  | 61 m³ por habitante    |
| 13° | Ecuador           | 300,000,000       | 17.757.000  | 16 m³ por habitante    |